# Birger Rosengren
Birger Rosengren   (Norrköpings Östra Eneby, 29 d'octubre de 1917 - Norrköpings Östra Eneby, 15 d'octubre de 1977) fou un futbolista suec que va competir durant les dècades de 1930 i 1940.
El 1948 va prendre part en els Jocs Olímpics d'Estiu de Berlín, on guanyà la medalla d'or en la competició de futbol. Entre 1945 i 1948 jugà 9 partit amb la selecció sueca.
A nivell de clubs jugà a l'IFK Norrköping, amb qui guanyà la lliga sueca de 1943, 1945, 1946, 1947 i 1948 i  la copa sueca de 1943 i 1945.